# Гейтс-оф-зе-Арктик

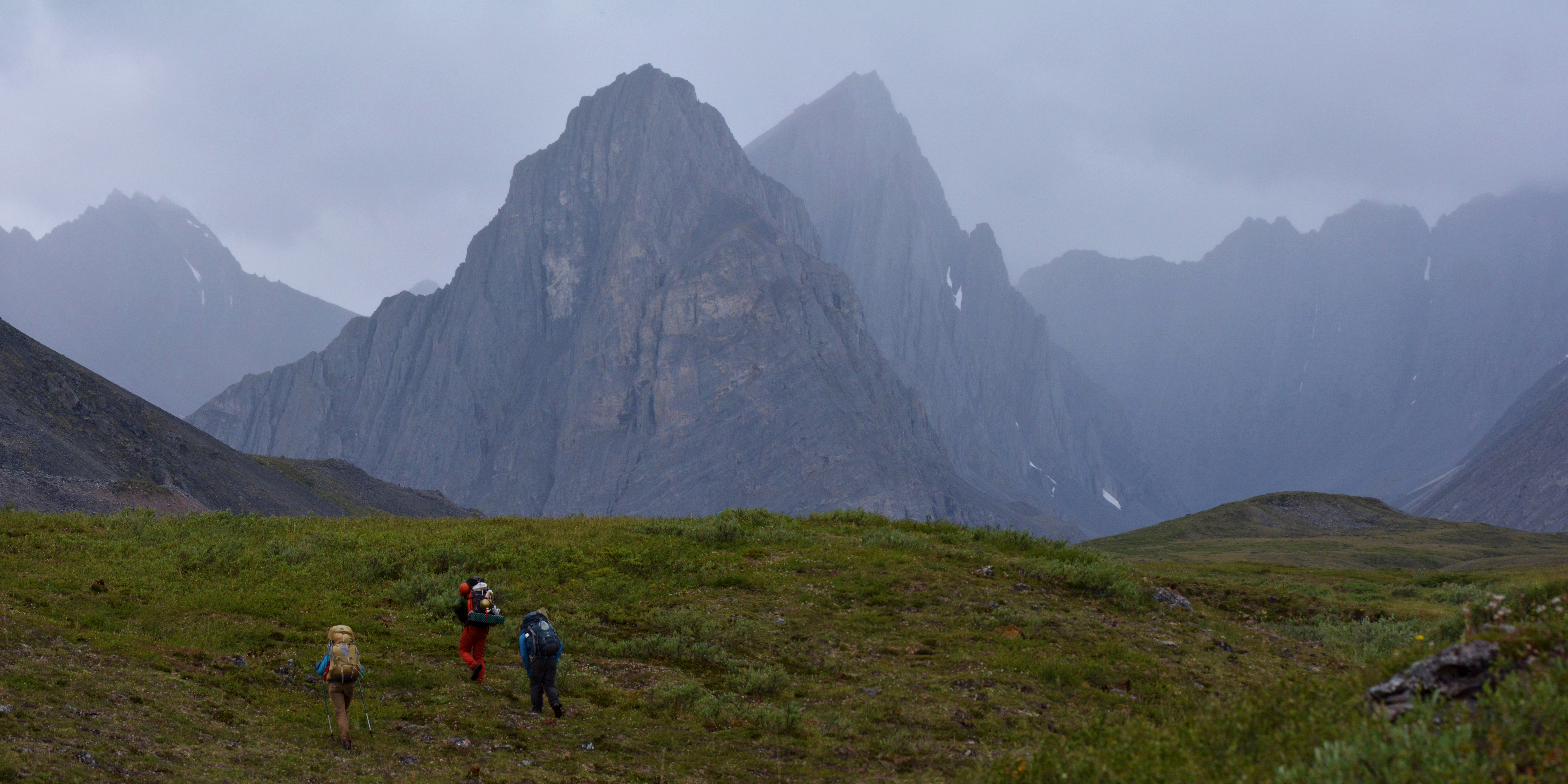
Альпіністи у національному парку

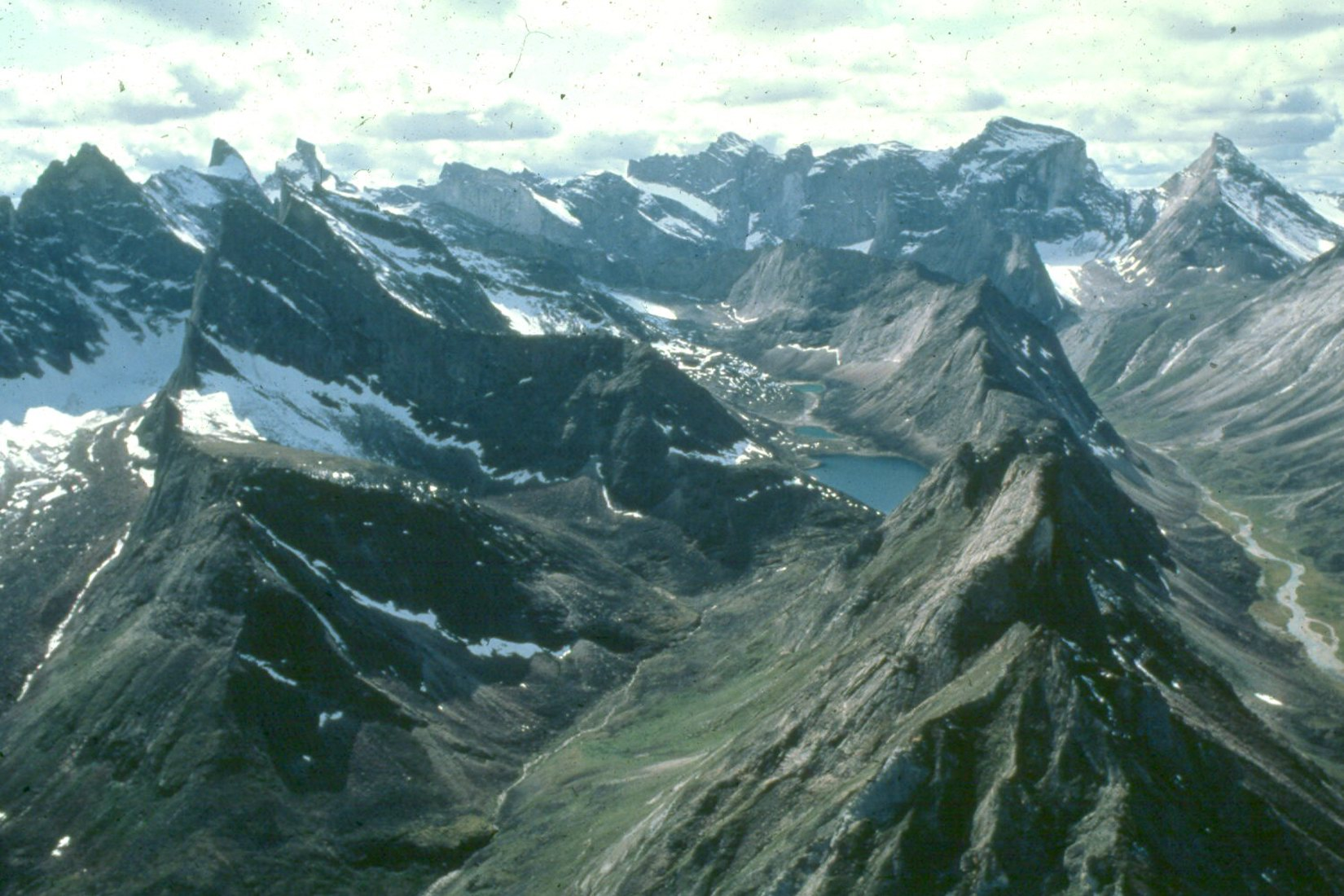
Аррігетч-Пікс

Національний парк і заповідник Гейтс-оф-зе-Арктик (Брама Арктики, англ. Gates of the Arctic National Park and Preserve) — національний парк у штаті Аляска (США). Найпівнічніший національний парк у США (розташований на північ від Північного полярного кола) і другий за величиною (його площа, 3 428 702 га, трохи перевищує площу Бельгії).

## Загальний опис
Доріг у національний парк немає. Через свою віддаленість і відсутність інфраструктури парк є одним із найменш відвідуваних у мережі національних парків США, у 2015 році тут побувало всього 10 745 відвідувачів. Для порівняння, у Національному парку Гранд-Каньйон у тому ж році побувало 5 520 736 відвідувачів (у 500 разів більше).
Національний парк розташований на вододілі басейнів двох океанів: річки Кобук, Ноатак, Киллік, Іткіллік, Анактувук відносяться до басейну Північного Льодовитого океану, річки Алатна, Коюкук — до басейну Тихого океану. Національний парк включає в себе більшу частину хребта Брукс (його центральну та східну частини). Найпівнічніша частина парку має у своєму складі невеликі ділянки арктичної тундри передгір'їв. Хребет Брукс займає центральну частину парку, гори Ендікотт — південну, верхня частина долини річки Кобук — найпівденнішу.
Штаб-квартира національного парку розташована у Фербенксі.

## Флора і фауна
Тайга простягається приблизно до 68-ї паралелі, тут зростає Picea mariana, ялина канадська та тополя. На північ від цієї лінії, яка збігається з Хребтом Брукса, лежать холодні посушливі землі, які можна назвати «арктичною пустелею». Протягом довгої зими температура може досягати –59 °C, але може і досягати 32 °C протягом короткого часу в літній період. Парк розташований за Північним полярним колом.
Представники тваринного світу: лисиця, ведмідь барибал, баран Далля, бабак, Lepus americanus, вівцебик, аляскинський лось, грізлі, койот, рись канадська, ведмідь білий, ондатра, лонтра канадська, бобер канадський та макензійський рівнинний вовк. Олені північні, які поширені в парку, мають важливе значення як джерело живлення для корінних народів Аляски. У річках водиться безліч видів риб, у тому числі харіус, палія та кета.